# Song Renqiong
Song Renqiong (chiń. 宋任窮; pinyin Sòng Rènqióng; ur. 11 lipca 1909 w Liuyang w prow. Hunan, zm. 8 stycznia 2005 w Pekinie) – chiński wojskowy, generał.

## Życiorys
Ukończył studia wojskowe na Akademii Whampoa. Od 1926 roku był członkiem Komunistycznej Partii Chin. Uczestnik Długiego Marszu. Oficer Chińskiej Armii Ludowo-Wyzwoleńczej, bliski współpracownik marszałka Liu Bochenga. W czasie wojny domowej (1946–1949) dowodził oddziałami ChALW w prowincji Hebei.
W 1955 roku awansowany do rangi generała. Przez wiele lat sprawował wysokie funkcje partyjno-państwowe, był m.in. komisarzem politycznym okręgu wojskowego Shenyang i ministrem Trzeciego Ministerstwa Przemysłu Maszynowego. Od 1956 roku członek KC KPCh. Po rozpoczęciu rewolucji kulturalnej usunięty w 1968 roku z zajmowanych stanowisk.
Od 1978 roku ponownie członek Komitetu Centralnego KPCh, w 1982 roku wybrany członkiem jego Biura Politycznego. W 1985 roku złożył rezygnację z zajmowanych urzędów i przeszedł na emeryturę. Zasiadał jeszcze w Centralnej Komisji Doradczej, której był wiceprzewodniczącym w latach 1985-1992. Zaliczany do grona tzw. Ośmiu Nieśmiertelnych (chiń. 八大元老) – najstarszych wiekiem przywódców KPCh, którzy nadawali ton chińskiej polityce w latach 80.